# Korsholms svenska församling

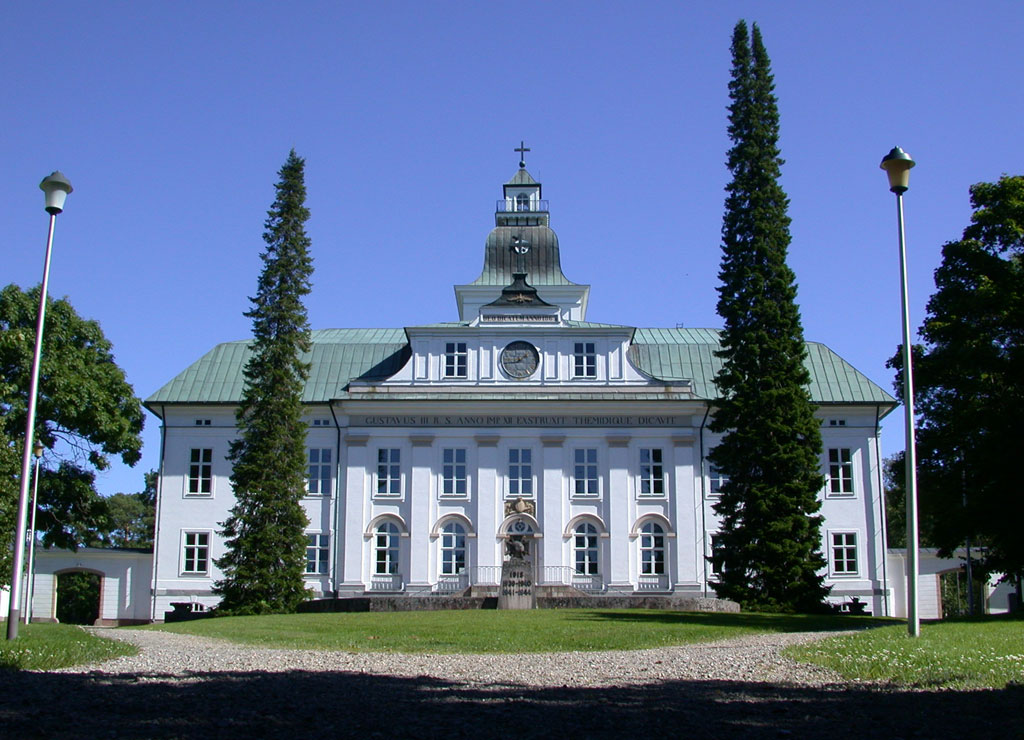
Korsholms kyrka byggdes 1786 som hovrättsbyggnad men blev kyrka 1863 eftersom den gamla kyrkan förstörts när Vasa brann 1852.

Korsholms svenska församling är en församling i Korsholms prosteri inom Borgå stift, det svenskspråkiga stiftet i Evangelisk-lutherska kyrkan i Finland. Församlingen omfattar 5 720 svenskspråkiga kyrkomedlemmar (09/2022) bosatta inom det område som utgjorde Korsholms kommun före kommunsammanslagningen 1973, närmare bestämt byarna Böle, Helsingby, Iskmo, Jungsund, Kalvholm, Karkmo, Karperö, Martois, Miekka, Singsby, Smedsby, Staversby, Vallvik, Veikars, Vikby, Voitby, Toby och Tölby. 
Församlingskyrka är Korsholms kyrka, belägen i Gamla Vasa och ej i kommunområdet. Kyrksal finns även i Smedsby församlingsgård.
Korsholms svenska församling bildades 1995, samtidigt som också en finskspråkig församling bildades i Korsholm.
Kyrkoherde i församlingen är Mats Björklund.